# Défilé de Pancorbo
Pour les articles homonymes, voir Pancorbo (homonymie).
Le défilé de Pancorbo (en espagnol Desfiladero de Pancorbo) est une gorge qui entaille par le milieu les monts Obarenes au nord de la province de Burgos, en Espagne. Situé sur le territoire de la commune homonyme de Pancorbo, il revêt une très grande importance pour les communications routières et ferroviaires dans le nord de l'Espagne.

## Situation géographique
Ce défilé se présente comme une cluse creusée par le río Oroncillo, petit affluent rive droite de l'Èbre, à travers des hauteurs de calcaire dolomitique dans lesquels l'érosion a taillé d'imposants paysages ruiniformes qui contrastent brutalement avec les étendues tabulaires de la meseta plus au sud (ces reliefs sont au surplus complétés de véritables ruines, restes de forteresses construites autrefois pour veiller sur cette position stratégique).
Mettant en communication le bassin du Douro avec la haute vallée de l'Èbre, entre les villes de Briviesca et Miranda de Ebro, le défilé de Pancorbo est un point-clé sur l'itinéraire obligé reliant Madrid et la Castille au Pays basque et à l'ouest de la France. Pour cette raison on l'appelle localement la « porte de Castille » (Puerta de Castilla).
Ce passage était emprunté dès l'Antiquité par la voie romaine Bordeaux-Astorga, soit l'Iter XXXIV Ab Asturica Burdigalam de l'Itinéraire d'Antonin. Y passent aujourd'hui la route nationale N-I, une ligne de chemin de fer, et l'autoroute AP-1, qui toutes trois relient la capitale espagnole à la frontière française. Cette concentration de voies de communication a rendu nécessaire la construction d'ouvrages d'art (tunnels, viaducs) aux points les plus étroits de la trouée. Doit encore s'y ajouter une ligne ferroviaire à grande vitesse.